# Paweł Orzechowski (zm. 1612)

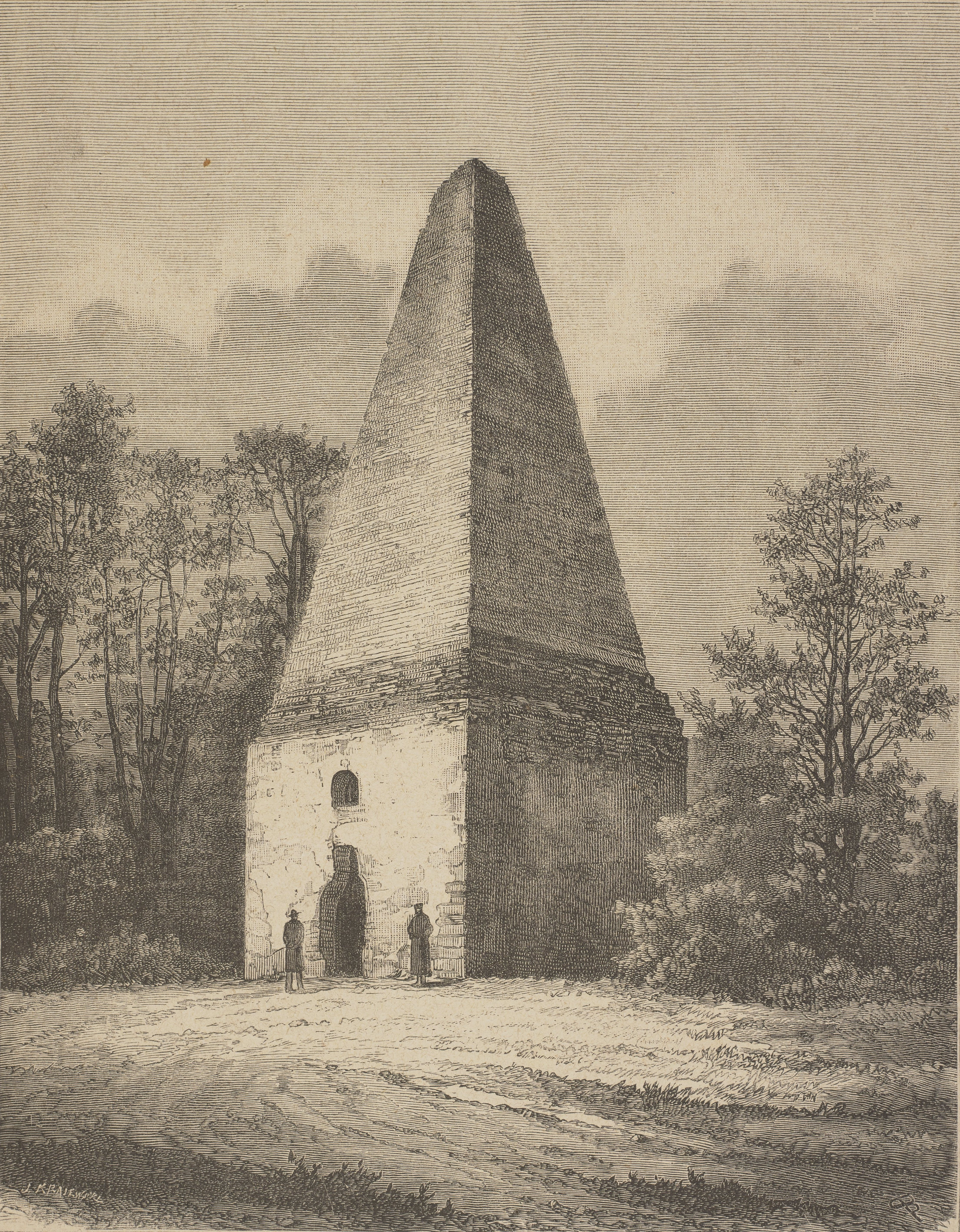
Piramida w Krynicy, prawdopodobne miejsce pochówku Pawła Orzechowskiego.

Paweł Orzechowski herbu Rogala (ur. ok. 1550 w Dorohusku, zm. w 1612 w Krupem) – marszałek Izby Poselskiej sejmu 1590 roku, wojski krasnostawski (1581–1583), podczaszy (od 1583) i podkomorzy (od 1588) chełmski, starosta suraski (od 1590), patron braci polskich.

## Życiorys
Orzechowski był marszałkiem sejmu elekcyjnego, na którym szlachta obrała na króla Zygmunta III. W czasie elekcji 1587 roku głosował na Zygmunta Wazę.
Paweł Orzechowski urodził się w Dorohusku. Studiował w Lipsku w 1565 roku.
Wielokrotny poseł ziemi chełmskiej. Poseł na sejm 1582 roku z ziemi chełmskiej. Działalność publiczną rozpoczął pod patronatem Jana Zamoyskiego. Marszałek koła antykonwokacyjnego na sejmie elekcyjnym (30 czerwca – 19 sierpnia 1587). Po śmierci Stefana Batorego, domagał się szybkiego przeprowadzenia elekcji królewicza Zygmunta Wazy, obawiając się wpływów stronnictwa habsburskiego. Podpisał pacta conventa Zygmunta III Wazy w 1587 roku. Na forum sejmowym walczył o egzekucję królewszczyzn. Należąc do wspólnoty braci polskich popierał różnowierców. Poseł na sejm pacyfikacyjny 1589 roku z ziemi chełmskiej. W 1589 roku był sygnatariuszem ratyfikacji traktatu bytomsko-będzińskiego na sejmie pacyfikacyjnym. Poseł na sejm 1590 roku z ziemi chełmskiej. Po 1592 był w opozycji do króla, szczególnie krytykując prohabsburską politykę Zygmunta III. W 1600 był posłem na sejm.
W 1606 roku był członkiem zjazdu pod Lublinem, który przygotował rokosz Zebrzydowskiego.
Prawdopodobnie pochowany w grobowcu w Krynicy.
W 1576 r. pojął za żonę Zofię, córkę Stanisława Spinka i był przez jakiś czas opiekunem swoich małoletnich szwagów Krzysztofa i Jana Spinków. Ułatwiło mu to potem stopniowe przejmowanie ich dóbr. W 1599 r. wszedł w posiadanie Bełżyc, przejmując w latach następnych pozostałe wsie należące do Spinków. Był właścicielem 3 miast, 20 wsi, kilku części wsi i dwóch kamienic w Lublinie.